# ヘキサメチルベンゼン
ヘキサメチルベンゼン (hexamethylbenzene) とは、有機化合物のひとつで、ベンゼンの6つの水素原子がすべてメチル基に変わった構造を持つ芳香族炭化水素。慣用名はメリテン (mellitene)。

## 合成
酸化アルミニウムを触媒として、フェノールとメタノールを強熱するとヘキサメチルベンゼンが得られる。
クロム触媒やチタン触媒など、金属触媒のもとに 2-ブチンを3量化する方法も知られる。

## その他のメチルベンゼン
1. トルエン（メチルベンゼン）
2. キシレン（ジメチルベンゼン）
3. トリメチルベンゼン
4. テトラメチルベンゼン
5. ペンタメチルベンゼン
6. ヘキサメチルベンゼン